# Karl-Rainer Kuppe
Karl-Rainer Kuppe (* 24. Februar 1946 in Gimritz; † 4. September 2010 in Halle/Saale) war ein deutscher Maler und Grafiker.

## Leben und Werk
Kuppe machte 1964 das Abitur und studierte von 1964 bis 1969 im Fach Chemie an der Martin-Luther-Universität Halle-Wittenberg. Dort hatte er anschließend bis 1973 eine Aspirantur und 1973 promovierte er zum Dr. rer. nat. Von 1973 bis 1978 arbeitet er als Chemiker in der Industrie in Bitterfeld, Wolfen und Halle. Daneben beschäftigte er sich ab 1976 intensiv mit Zeichnung und Malerei. Otto Möhwald und Walek Neumann unterstützten ihn – auch praktisch – bei diesem Interesse. Künstlerische Anregungen fand er im Werk von Gerhard Schwarz.
Ab 1979 war Kuppe in Halle freischaffend als Maler tätig. Nachdem er 1985 seine erste Radierung gefertigt hatte, schuf er in der Folge eine große Zahl weiterer Radierungen mit Hallenser Stadtmotiven, in denen er nach Fotografien fast dokumentarisch u. a. den desolaten Zustand von Gebäuden in der Zeit der DDR und die markante Architektur der Stadt zeigte. In der zweiten Hälfte der 1990er Jahre wand er sich dem weiblichen Akt zu, den er in digitalen Fotografien und danach entstehenden Collage-Radierungen darstellte. Ein weiteres Thema waren Landschaftsdarstellungen, wozu er die Technik des Ölpastells nutzte. Kuppe verwendete für seine Druckgrafiken „gern leicht getönte und etwas unsauber wirkende Papiere. Die „Krümelstruktur“ wird erreicht durch die Beimengung vermahlener Sägespäne.“ Für den Druck benutzte Kuppe keine Metallplatten, sondern Platten aus Robelit, einem Kunststoff, die er aus dem Baumarkt bezog.
Kuppe war bis 1990 Mitglied des Verbands Bildender Künstler der DDR und dann des Halleschen Kunstvereins.
Er hatte ab 1979 Einzelausstellungen und Ausstellungsbeteiligungen, u. a. in Halle, Magdeburg, Moskau, Neu-Delhi, Bagdad und Jaworzno.
Kuppe war mit der Chemikerin Gerlinde Kuppe verheiratet.

## Einzelausstellungen nach der deutschen Wiedervereinigung (unvollständig)
- 1996: Halle/Saale, Galerie 5ünfSinne („Häuserbilder. Radierungen“)
- 1999: Halle/Saale, Foyer-Galerie des Opernhauses („Stadt und Akt. Radierungen“)
- 2003: Halle/Saale, Casino-Galerie der Hautklinik der Universität[2]
- 2014: Halle/Saale, Galerie „Röpziger Straße 18“
- 2015: Halle/Saale, Kleine Galerie des Halleschen Kunstvereins (Ölpastelle, Druckgrafik, Fotografie)[3]